# Trévenans
Trévenans est une commune française située dans le département du Territoire de Belfort, la région culturelle et historique de Franche-Comté et la région administrative Bourgogne-Franche-Comté. 
La commune dépend du canton de Châtenois-les-Forges.
Ses habitants sont appelés les Trévenanais.
La commune est connue pour l'hôpital Nord Franche-Comté qui traite des patients en provenance de trois départements.

## Géographie

### Description

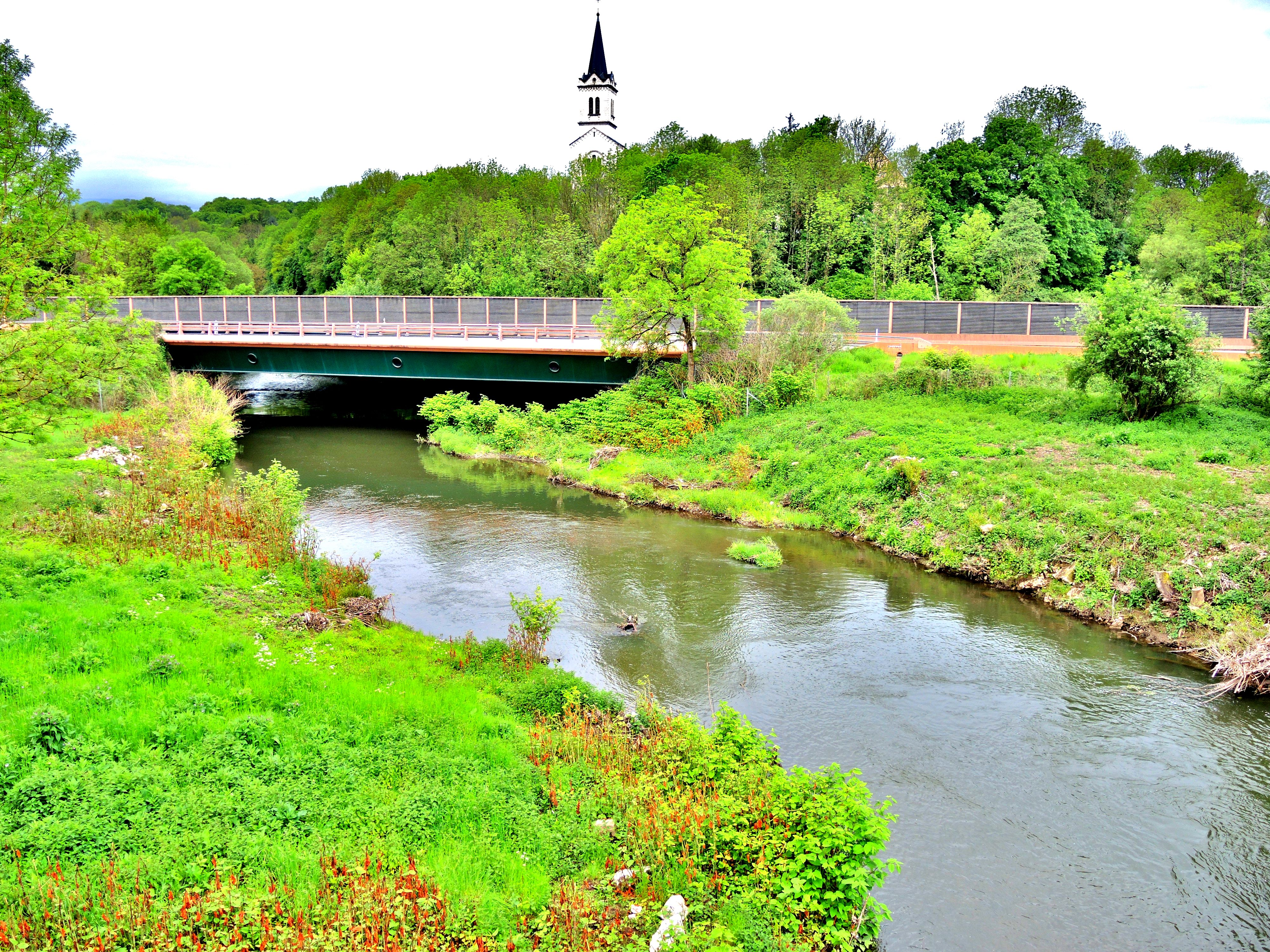
Le village, le pont autoroutier et la Savoureuse.

Trévenans  est une commune périurbaine franc-comtoise située dans la vallée de la Savoureuse, à moins de 10 kilomètres de Belfort, Montbéliard et de Héricourt, limitrophe du département du Doubs et à une douzaine de kijomètres de la frontière franco-suisse.
Elle est formée de deux villages : Trétudans (Trévenans Nord) et Vourvenans (Trévenans Sud), anciennes communes qui ont fusionné le 1er juillet 1972.

### Hydrographie
La Savoureuse, un sous-affluent du Rhône par le Doubs, la Saône et l'Allan, coule à l'ouest de la commune dont elle constitue une partie de la limite avec Châtenois-les-Forges.
Le canal de la Haute-Saône, prévu pour relier la partie restée française du canal du Rhône au Rhin au Canal de l'Est longe à l'ouest le territoire communal. Son but était aussi de desservir les houillères de Ronchamp.
La commune compte également plusieurs étangs ainsi que le ruisseau de la Varonne.
Les deux voies d'eau se croisent au moyen d'un pont-canal.

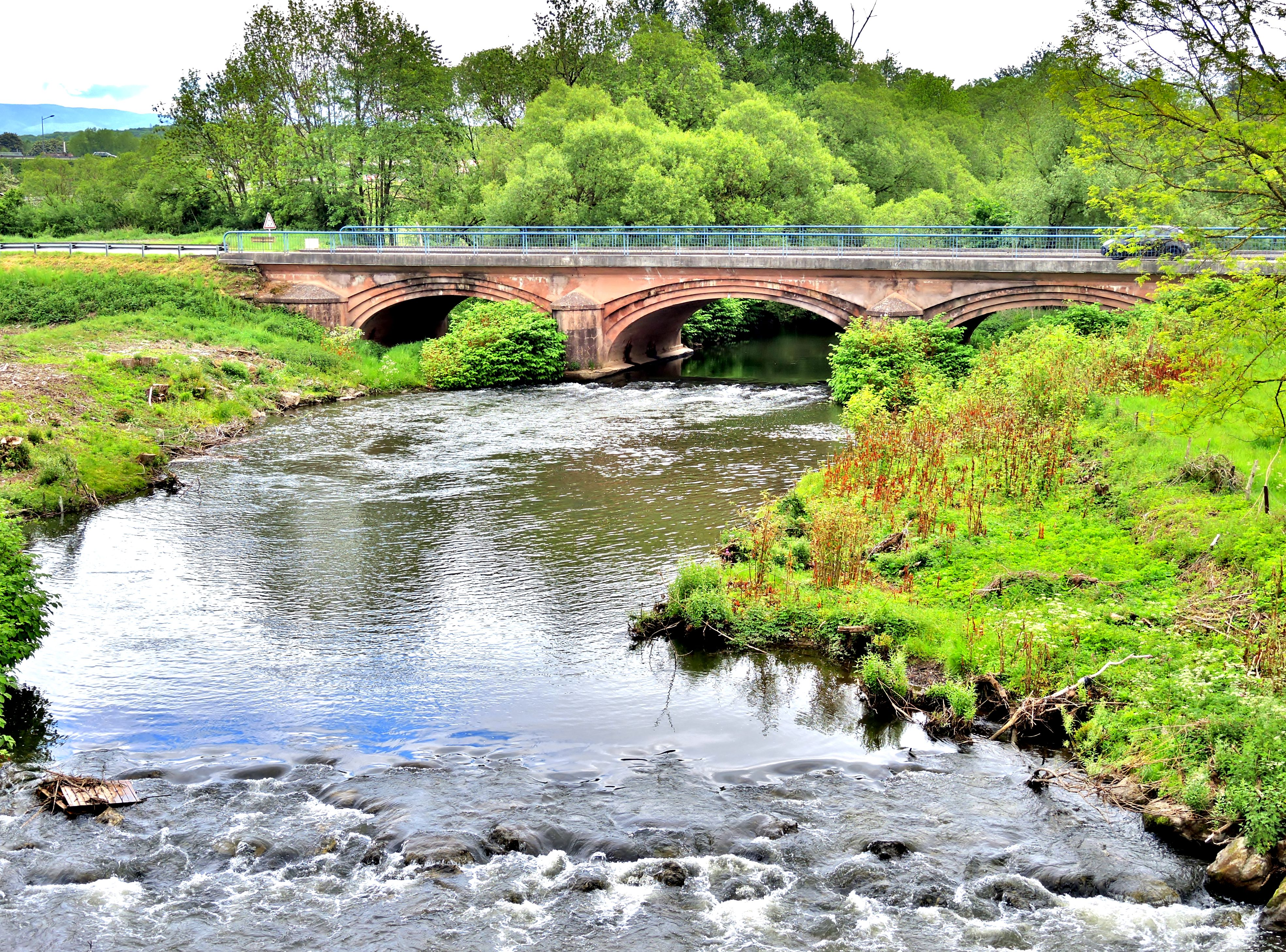
Pont de l'ex-RN 437 sur la Savoureuse
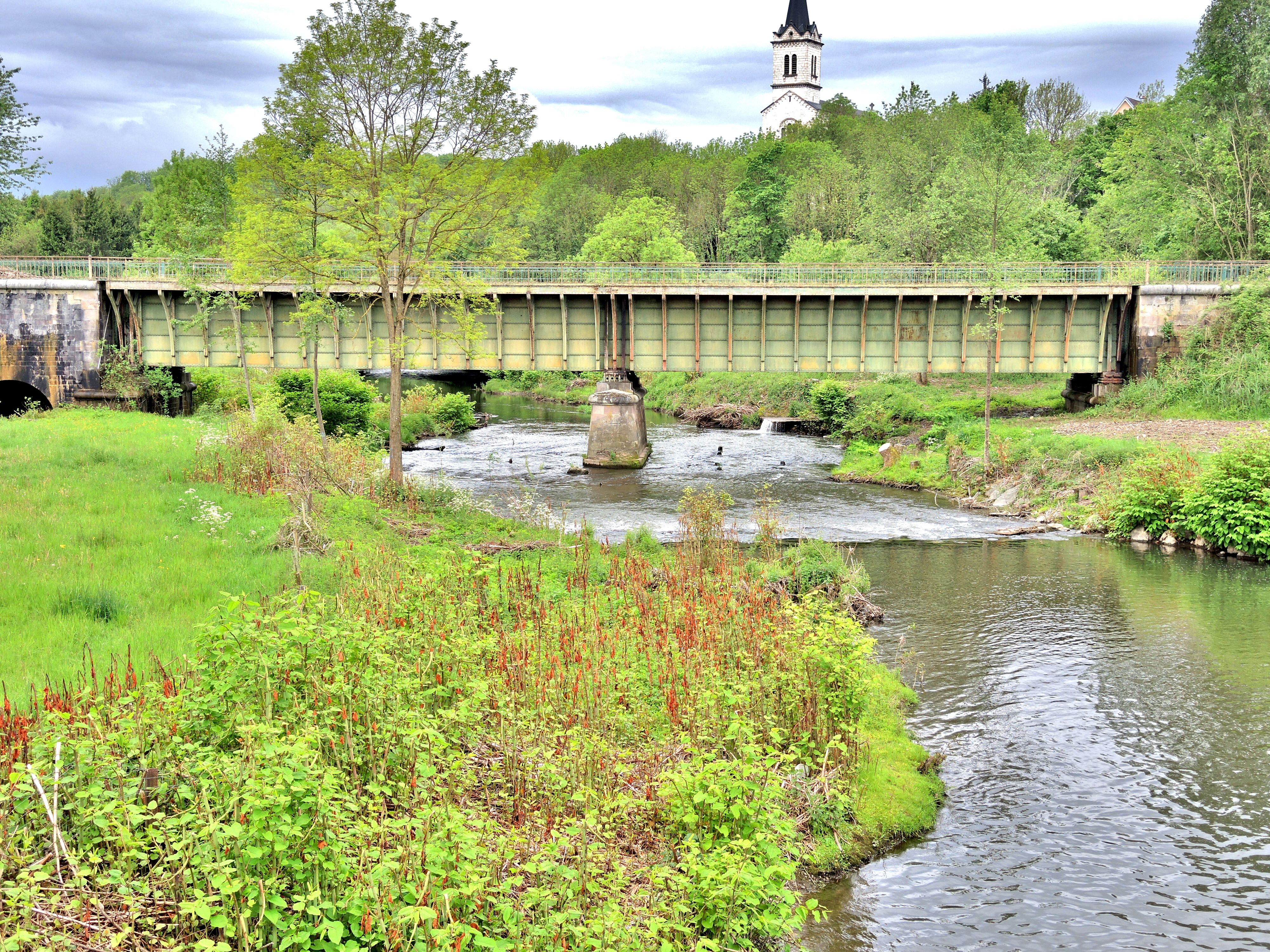
Le Pont-Canal sur la Savoureuse
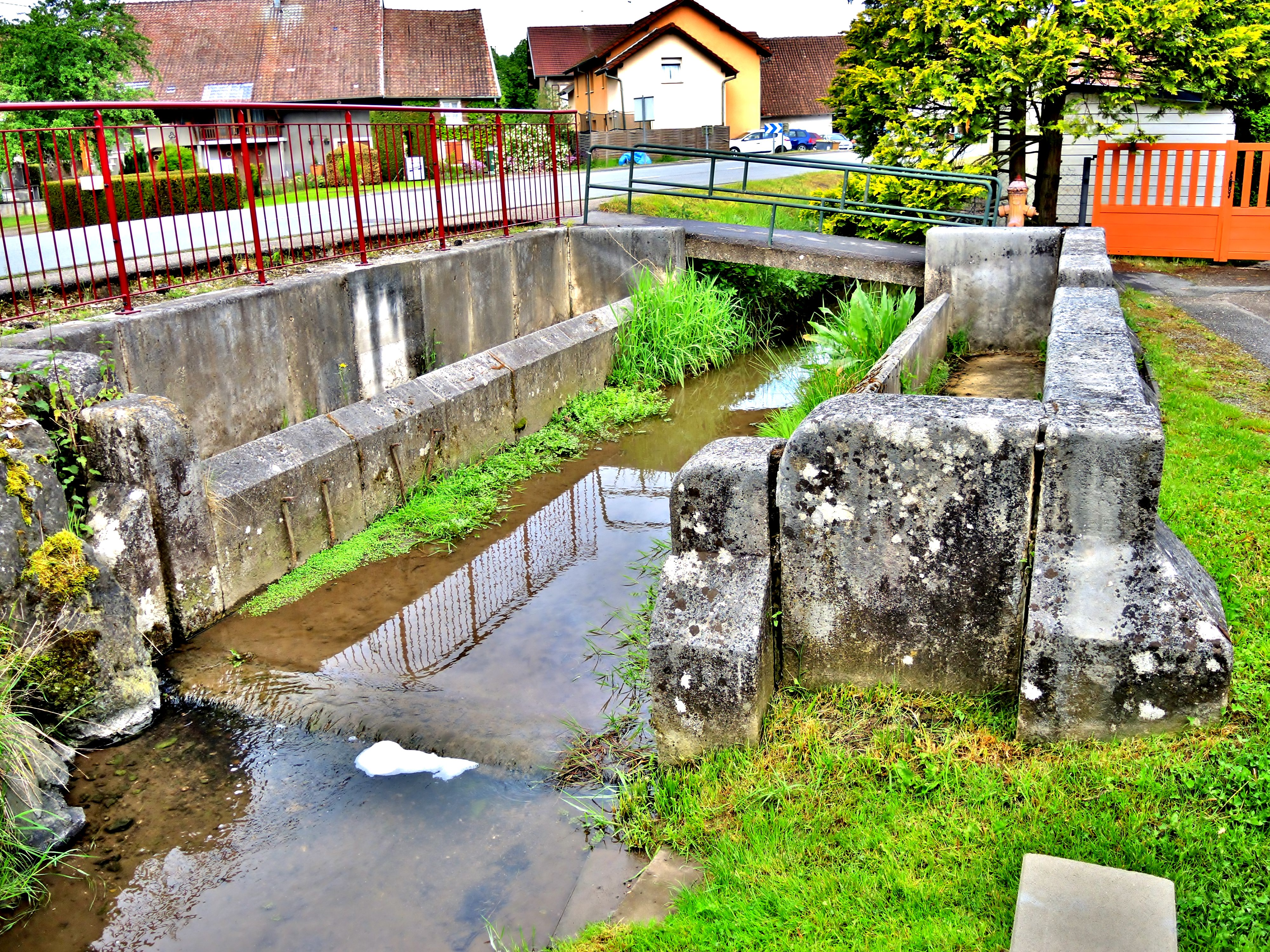
Le ruisseau la Varonne et le lavoir

### Infrastructures de transport
La commune est traversée par l'autoroute A36 et par l'ex-RN 437 (actuelle RD 437). La RN 19 tangente au nord la commune.
La LGV Rhin-Rhône traverse également la commune, et la Gare de Belfort - Montbéliard TGV est à proximité immédiate.
Le canal de la Haute-Saône n'est plus navigable au niveau de Trévenans. Il est longé par la Voie verte qui relie Belfort à Montbéliard sur 26 km, fréquenté  par cyclistes, rollers, promeneurs et joggeurs.

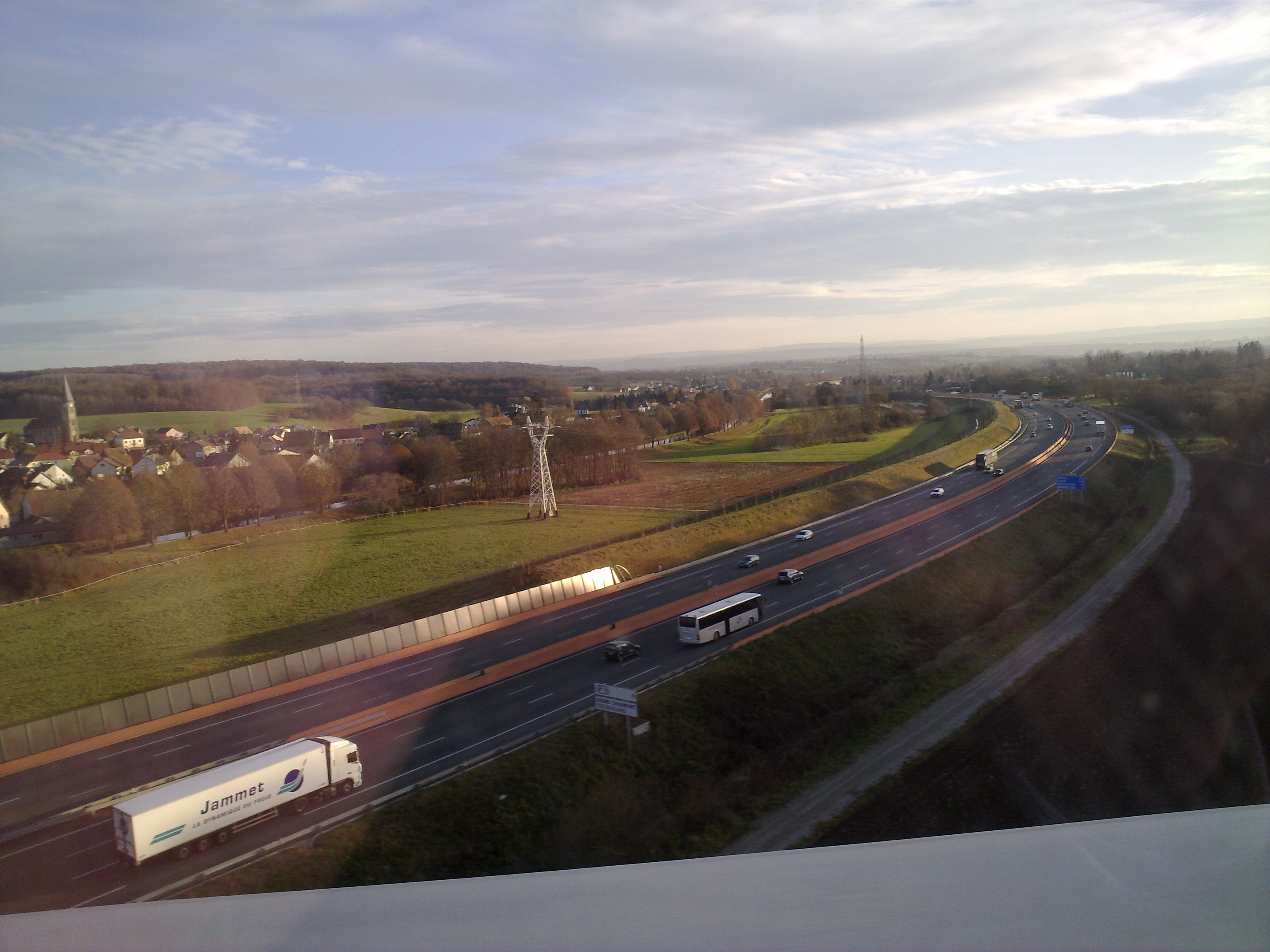
L'autoroute et l'emprise de la LGV Rhin-Rhône en 2011
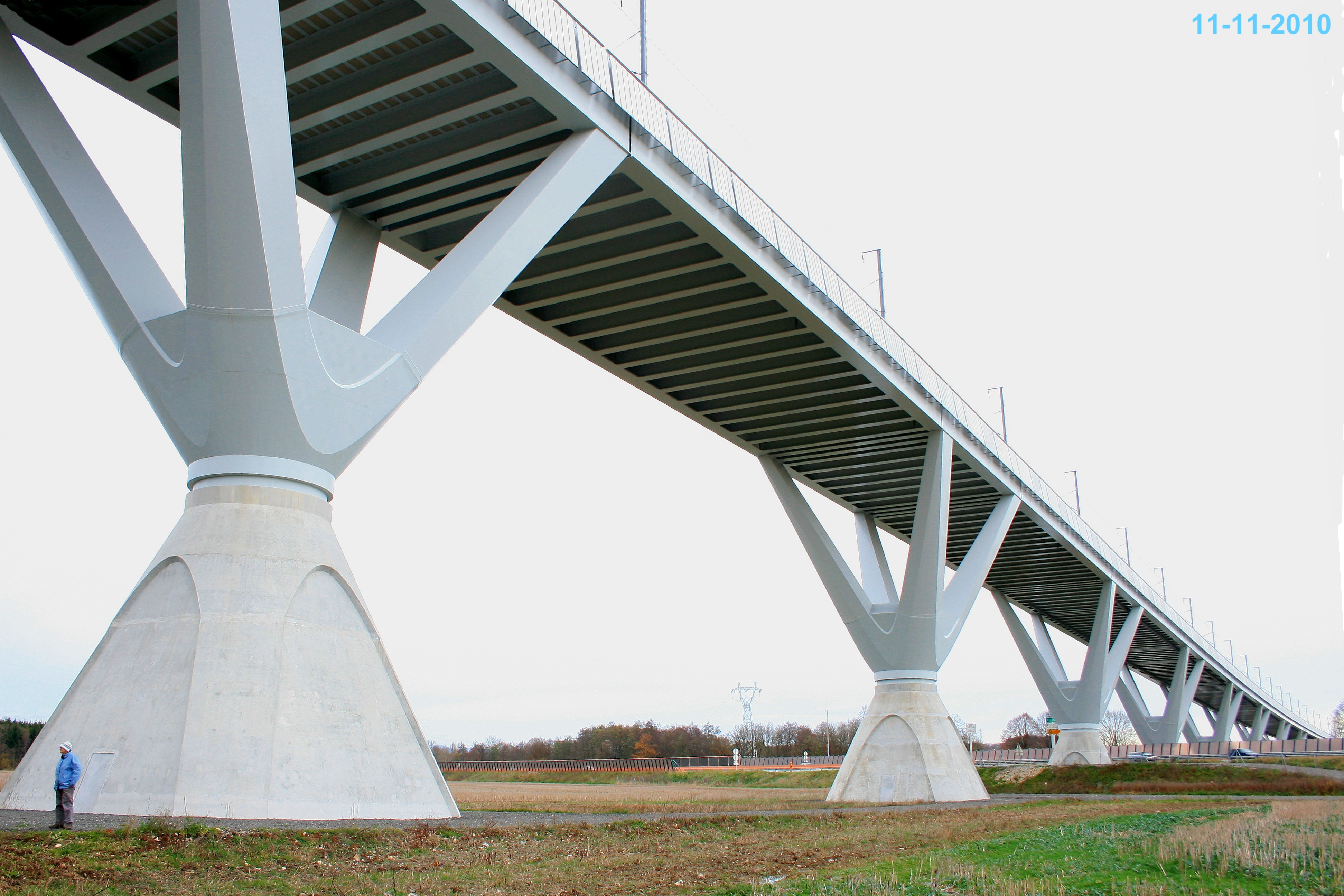
Viaduc de la Savoureuse
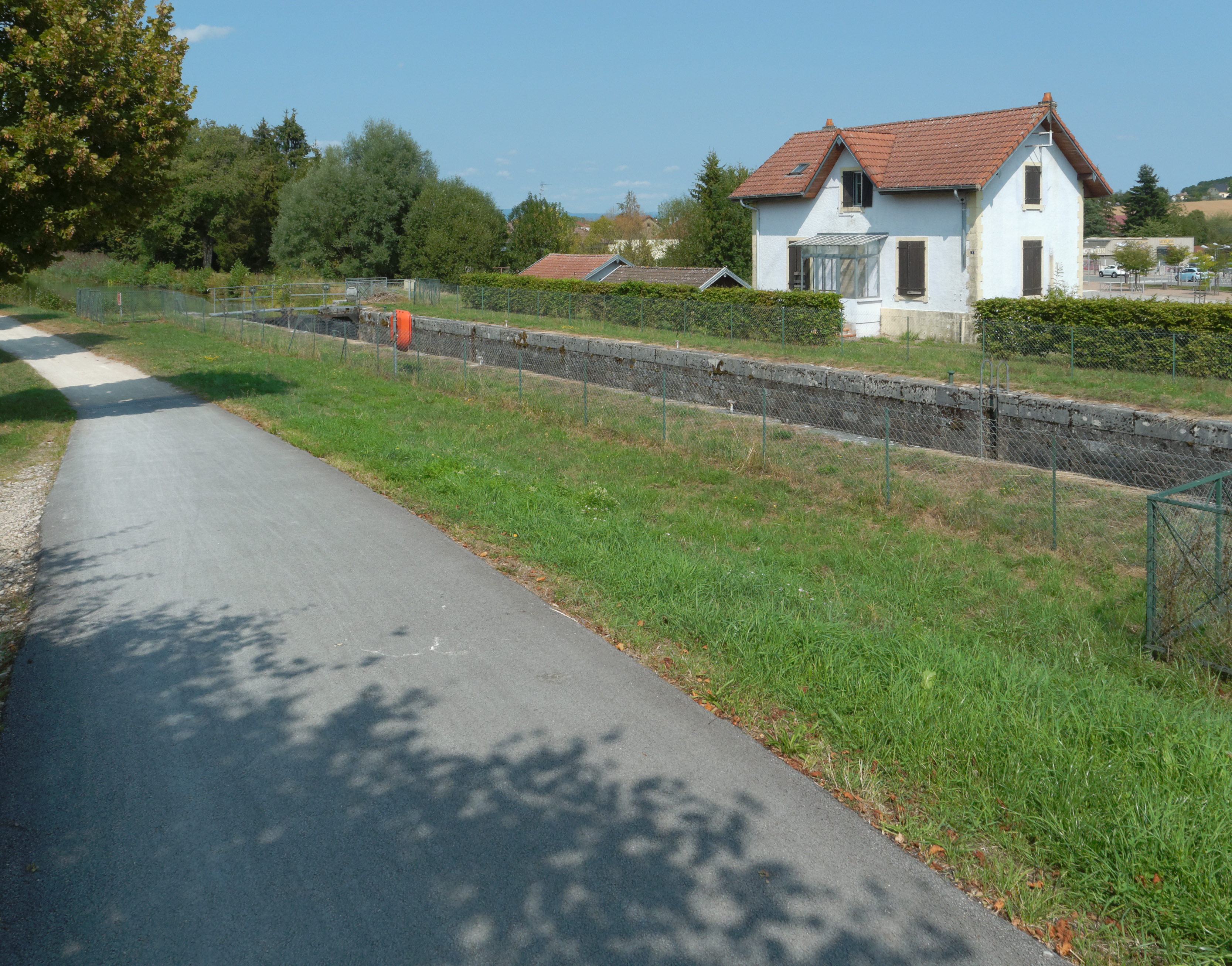
Coulée verte du canal de la Haute-Saône
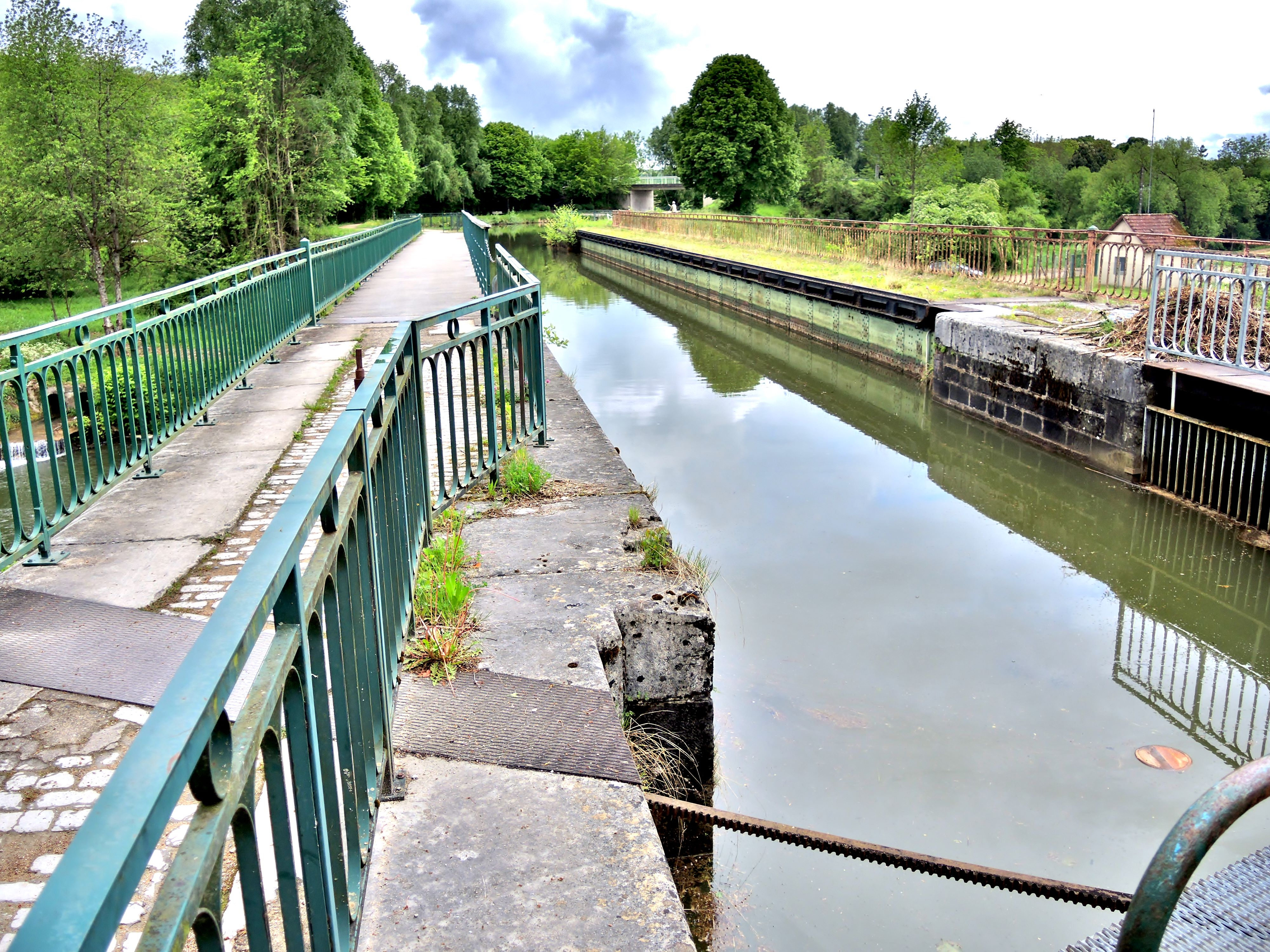
Le Pont-canal sur la Savoureuse

### Climat
Pour des articles plus généraux, voir Climat de la Bourgogne-Franche-Comté et Climat du Territoire de Belfort.
En 2010, le climat de la commune est de type climat de montagne, selon une étude du Centre national de la recherche scientifique s'appuyant sur une série de données couvrant la période 1971-2000. En 2020, Météo-France publie une typologie des climats de la France métropolitaine dans laquelle la commune est exposée à un climat semi-continental et est dans la région climatique  Vosges, caractérisée par une pluviométrie très élevée (1 500 à 2 000 mm/an) en toutes saisons et un hiver rude (moins de 1 °C). 
Pour la période 1971-2000, la température annuelle moyenne est de 9,7 °C, avec une amplitude thermique annuelle de 17,4 °C. Le cumul annuel moyen de précipitations est de 1 214 mm, avec 12,7 jours de précipitations en janvier et 10,6 jours en juillet. Pour la période 1991-2020, la température moyenne annuelle observée sur la station météorologique de Météo-France la plus proche, « Dorans », sur la commune de Dorans à 3 km à vol d'oiseau, est de 10,9 °C et le cumul annuel moyen de précipitations est de 974,0 mm. 
La température maximale relevée sur cette station est de 38,1 °C, atteinte le 24 juillet 2019 ; la température minimale est de −16 °C, atteinte le 20 décembre 2009,,. 
Les paramètres climatiques de la commune ont été estimés pour le milieu du siècle (2041-2070) selon différents scénarios d'émission de gaz à effet de serre à partir des nouvelles projections climatiques de référence DRIAS-2020. Ils sont consultables sur un site dédié publié par Météo-France en novembre 2022.

## Urbanisme

### Typologie
Au 1er janvier 2024, Trévenans est catégorisée commune rurale à habitat dispersé, selon la nouvelle grille communale de densité à sept niveaux définie par l'Insee en 2022.
Elle appartient à l'unité urbaine de Châtenois-les-Forges, une agglomération inter-départementale regroupant trois  communes, dont elle est une commune de la banlieue,,. Par ailleurs la commune fait partie de l'aire d'attraction de Belfort, dont elle est une commune de la couronne,. Cette aire, qui regroupe 91 communes, est catégorisée dans les aires de 50 000 à moins de 200 000 habitants,.

### Occupation des sols
L'occupation des sols de la commune, telle qu'elle ressort de la base de données européenne d’occupation biophysique des sols Corine Land Cover (CLC), est marquée par l'importance des territoires agricoles (50,9 % en 2018), en diminution par rapport à 1990 (59,5 %). La répartition détaillée en 2018 est la suivante : 
prairies (29,1 %), forêts (23,9 %), zones agricoles hétérogènes (21,8 %), zones urbanisées (13,5 %), zones industrielles ou commerciales et réseaux de communication (6,2 %), eaux continentales (5,6 %). L'évolution de l’occupation des sols de la commune et de ses infrastructures peut être observée sur les différentes représentations cartographiques du territoire : la carte de Cassini (XVIIIe siècle), la carte d'état-major (1820-1866) et les cartes ou photos aériennes de l'IGN pour la période actuelle (1950 à aujourd'hui).

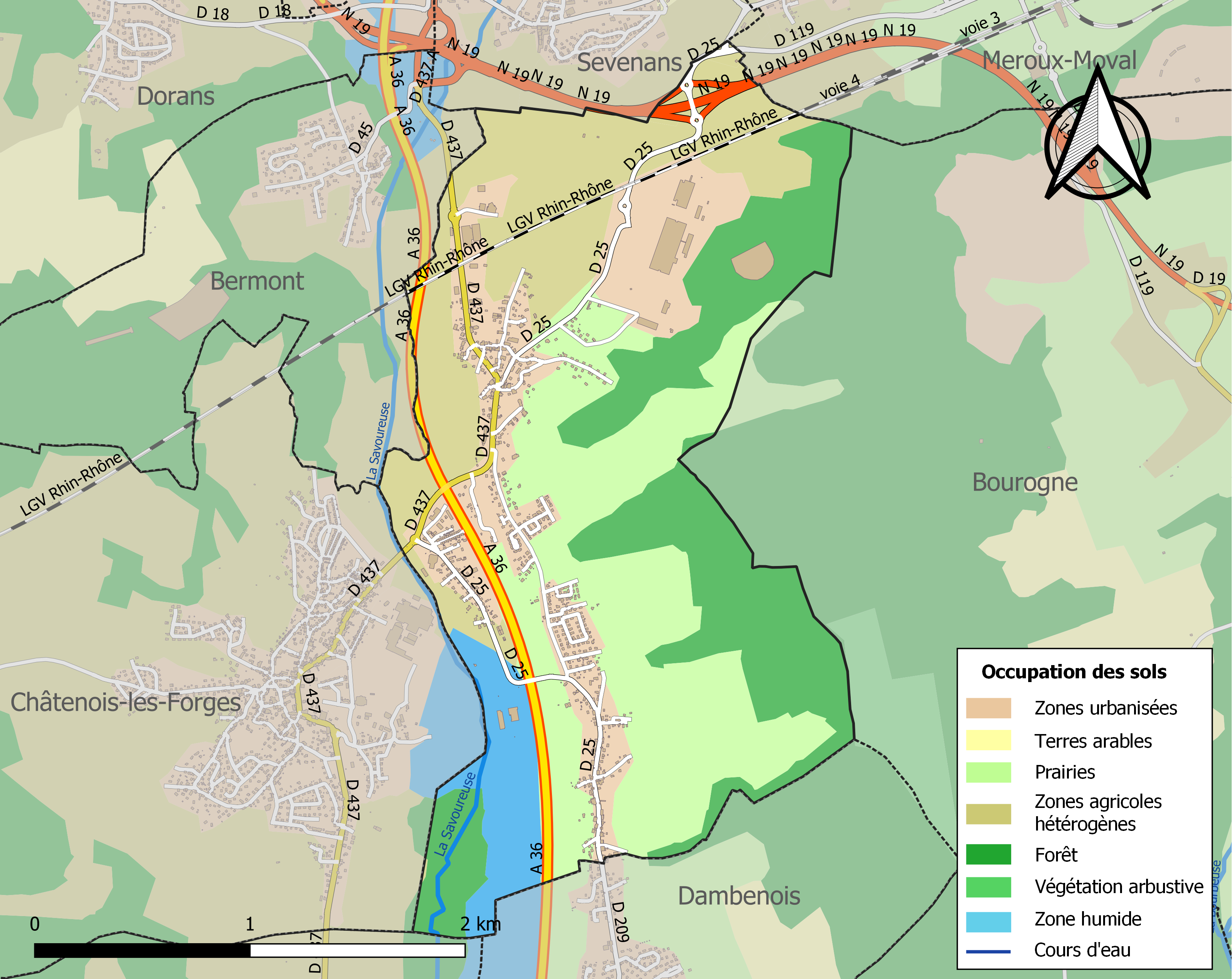
Carte des infrastructures et de l'occupation des sols de la commune en 2018 (CLC).

## Toponymie
- Trétudans : Trestudens (1147), Trestoudens (1177), Tretoudans (1333), Troscholtingen (1347), Trestoudans (1390), Trosdeldingen (1573), Trestudans (1615), Tretudan (1734)[17], Tretudans (1793), Tretudans (1801), Trévenans (1972).
- Vourvenans : Volvenens (1147), Wourvenans (1533), Wurwenans (1573).

## Histoire

### Trétudans
Une voie romaine traversait autrefois le territoire de la commune.
En 1147 le village de Trestudens possédait une chapelle dépendant, ainsi que l'église  de Bermont, du prieuré de Lanthenans (Doubs).
Lors du partage de la succession de Jeanne de Montbéliard, en 1347, Trétudans devint Troscholdingen en devenant possession de la maison d'Autriche. Son  seigneur est vassal du marquis de Bade. Le village fait partie de la « mairie » de l'Assise-sur-l'Eau et de la prévôté de Belfort.
Le village a été desservi par la ligne de Belfort à Sochaux de la compagnie des Chemins de fer d'intérêt local du Territoire de Belfort de 1913 à 1938.

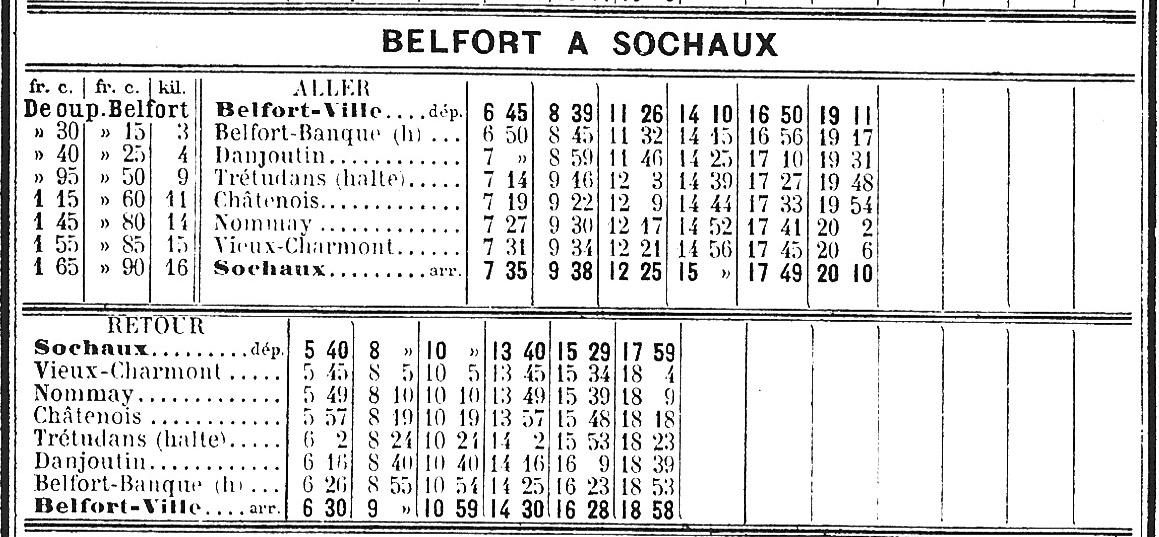
Horaires de la ligne en mai 1914.

### Vourvenans
La plus ancienne mention du nom de la localité (Valvenans, à cette époque)  se trouve dans une charte de 1147 décrivant les possessions du prieuré 
de Lanthenans (Doubs) dans les environs de Châtenois. Les habitants de Vourvenans dépendaient de la paroisse de Châtenois.
En 1803, la population du village était de 101 habitants ; elle en comptait 133 en 1962, dix ans avant la fusion avec Trétudans.

## Politique et administration

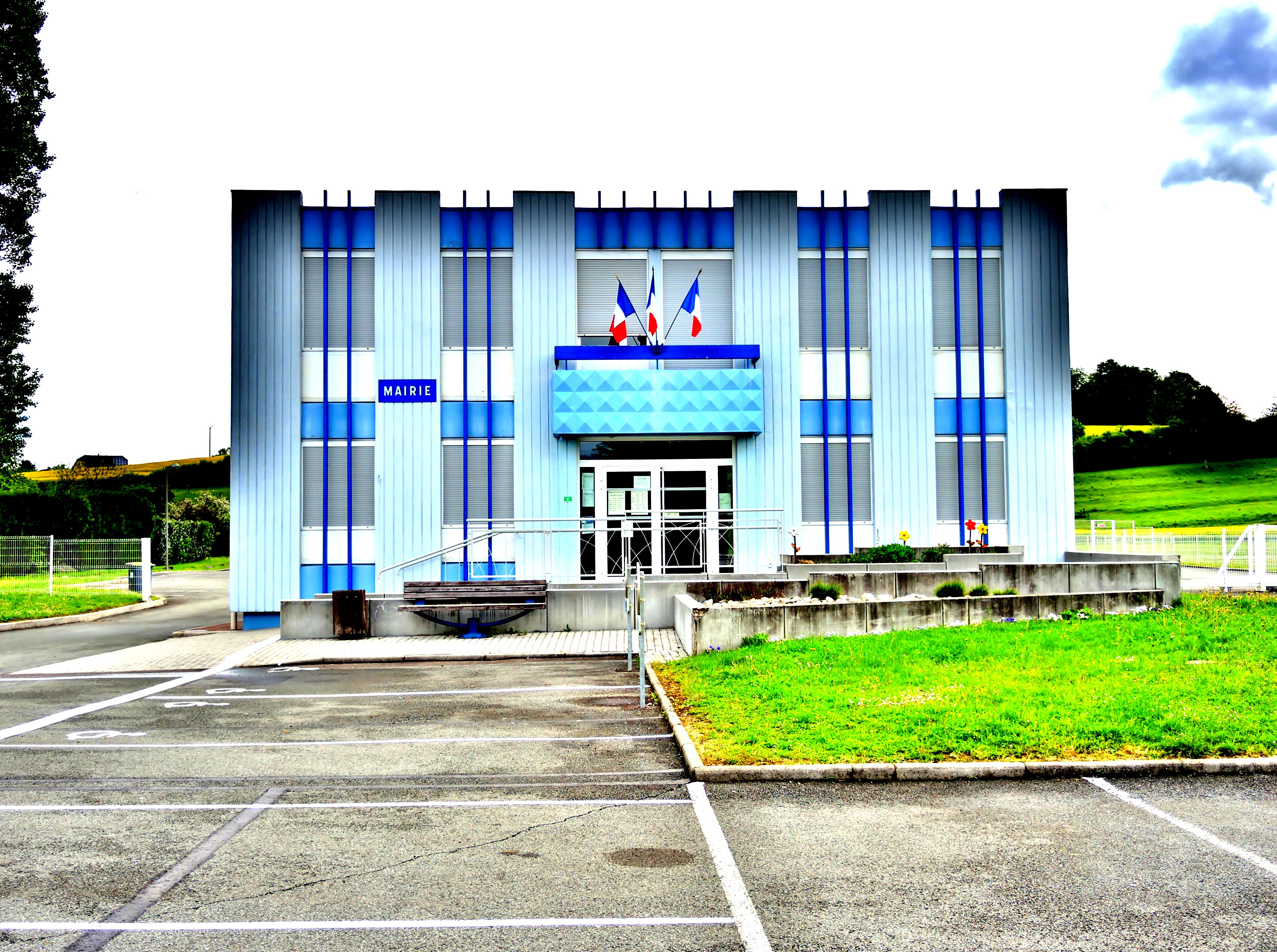
La mairie.

### Tendances politiques et résultats
Au premier tour des élections municipales de 2014 dans le Territoire de Belfort, la liste menée par Pierre Barlogis (DIV) remporte la majorité absolue  des suffrages exprimés, avec 317 voix (52,57 %), devançant celle DVG  menée par le maire sortant Pierre Boucon, qui obtient 286 voix (47,43 %), lors d'un scrutin où 31,04 % des électeurs se sont abstenus
Au premier tour des élections municipales de 2014 dans le Territoire de Belfort, la liste menée par le maire sortant obtient la majorité absolue des suffrages exprimés avec 352 voix (64,83 %), devançant largement celle menée par Sébastien Gorjup, qui obtient 191 voix (35,17 %), lors d'un scrutin marqué par la pandémie de Covid-19 en France où 40,96 % des électeurs se sont abstenus..

### Liste des maires
| Période                                  | Période                       | Identité        | Étiquette | Qualité                         |
| ---------------------------------------- | ----------------------------- | --------------- | --------- | ------------------------------- |
| Les données manquantes sont à compléter. |                               |                 |           |                                 |
| 1977                                     | 2001                          | Marcel Barlogis |           |                                 |
| 2001                                     | mars 2014,                    | Pierre Boucon   | DVG       |                                 |
| mars 2014                                | En cours (au 10 juillet 2020) | Pierre Barlogis | SE        | Réélu pour le mandat 2020-2026, |

## Population et société

### Démographie
L'évolution du nombre d'habitants est connue à travers les recensements de la population effectués dans la commune depuis 1793. Pour les communes de moins de 10 000 habitants, une enquête de recensement portant sur toute la population est réalisée tous les cinq ans, les populations de référence des années intermédiaires étant quant à elles estimées par interpolation ou extrapolation. Pour la commune, le premier recensement exhaustif entrant dans le cadre du nouveau dispositif a été réalisé en 2004.

En 2022, la commune comptait 1 290 habitants, en évolution de +4,79 % par rapport à 2016 (Territoire de Belfort : −2,78 %, France hors Mayotte : +2,11 %).
| 1793 | 1800 | 1806 | 1821 | 1831 | 1836 | 1841 | 1846 | 1851 |
| ---- | ---- | ---- | ---- | ---- | ---- | ---- | ---- | ---- |
| 209  | 215  | 253  | 253  | 292  | 283  | 289  | 271  | 292  |

| 1856 | 1861 | 1866 | 1872 | 1876 | 1881 | 1886 | 1891 | 1896 |
| ---- | ---- | ---- | ---- | ---- | ---- | ---- | ---- | ---- |
| 260  | 258  | 251  | 245  | 238  | 242  | 240  | 243  | 232  |

| 1901 | 1906 | 1911 | 1921 | 1926 | 1931 | 1936 | 1946 | 1954 |
| ---- | ---- | ---- | ---- | ---- | ---- | ---- | ---- | ---- |
| 252  | 270  | 548  | 391  | 387  | 443  | 534  | 361  | 415  |

| 1962 | 1968 | 1975 | 1982  | 1990  | 1999  | 2004  | 2006 | 2009  |
| ---- | ---- | ---- | ----- | ----- | ----- | ----- | ---- | ----- |
| 540  | 551  | 835  | 1 078 | 1 108 | 1 038 | 1 016 | 993  | 1 106 |

| 2014  | 2019  | 2022  | - | - | - | - | - | - |
| ----- | ----- | ----- | - | - | - | - | - | - |
| 1 204 | 1 283 | 1 290 | - | - | - | - | - | - |

Les chiffres antérieurs à 1972 concernent la seule ex-commune de Trétudans.
La population de la commune était de 1 038 habitants en 1999, un nombre qui est en augmentation régulière grâce aux constructions nouvelles.

### Santé

L'hôpital de Trévenans et les aménagements successifs.

L'hôpital Nord Franche-Comté est situé dans la commune. Il traite des patients en provenance de trois départements : le Territoire de Belfort, l'agglomération de Montbéliard (Doubs) et le Pays d'Héricourt (Haute-Saône),.

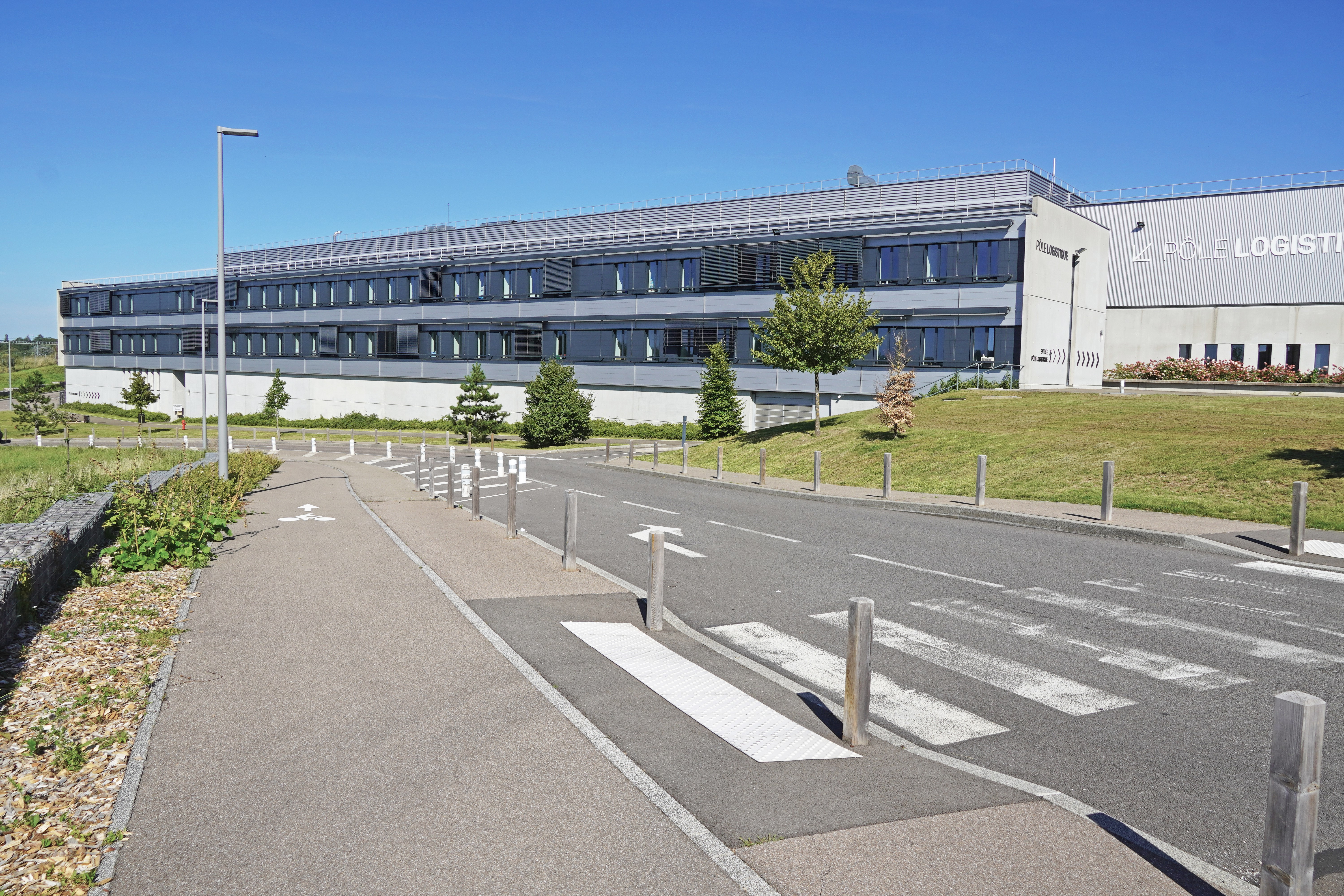
Le pôle logistique.
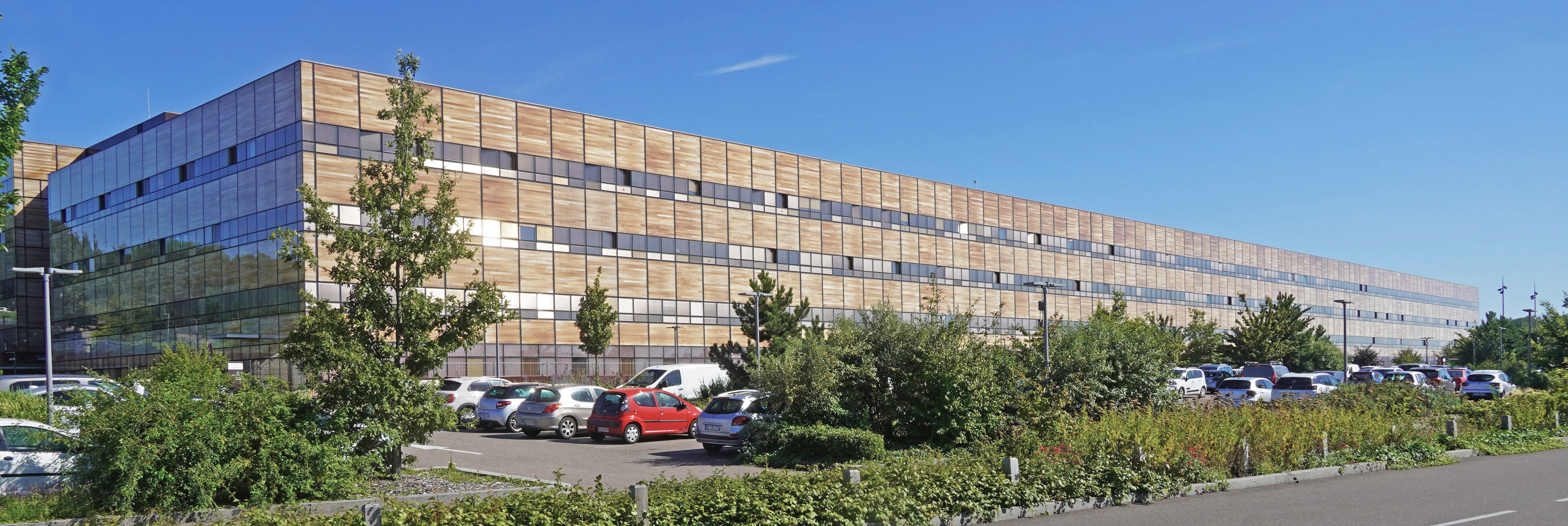
Le monospace hospitalier.

## Culture locale et patrimoine

### Lieux et monuments
- Église Sainte-Marguerite à Trétudans.
- Fontaines.
- Viaduc de la Savoureuse.
- Pont-canal permettant au canal de la Haute-Saône de croiser la Savoureuse.

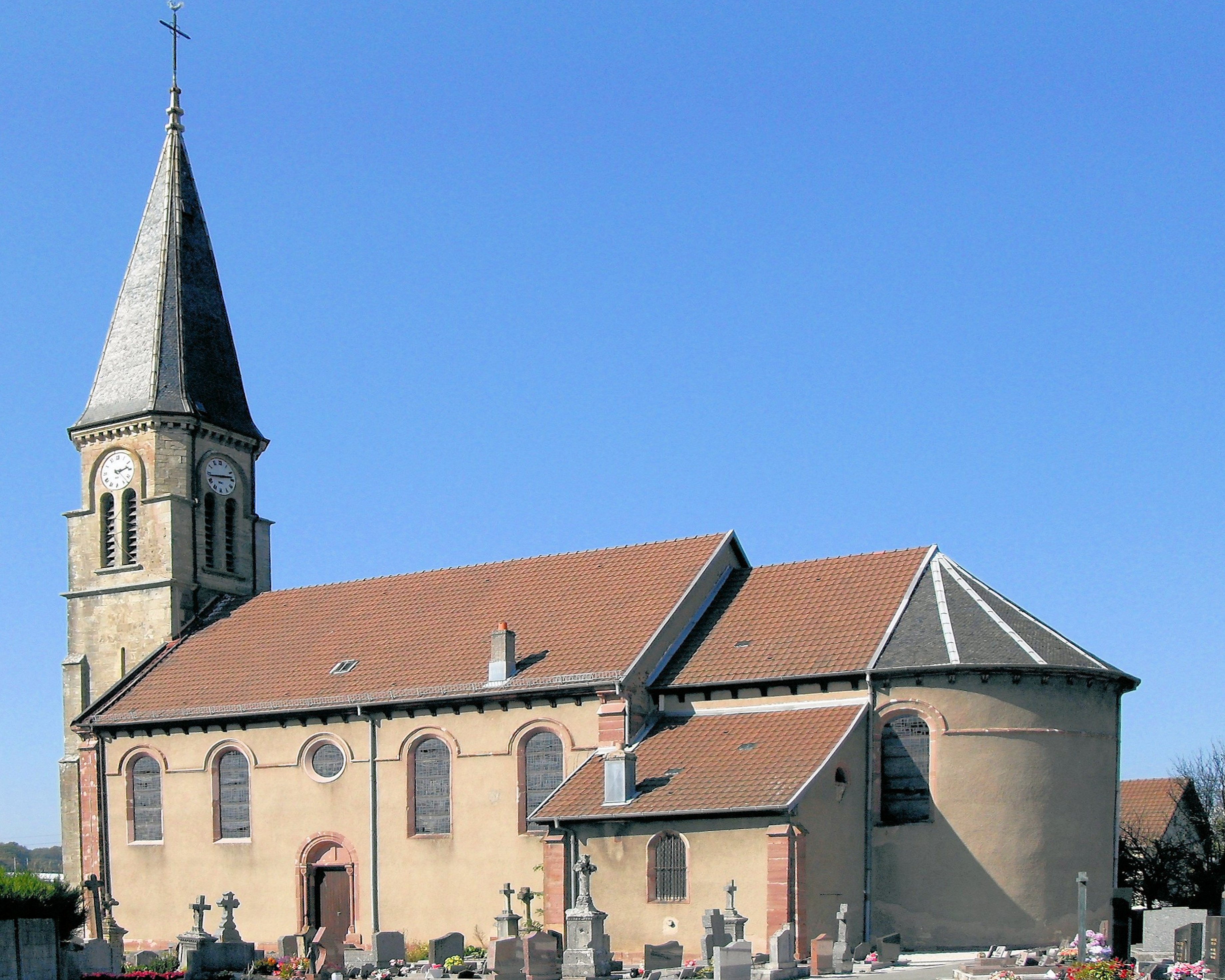
L'église, côté sud.
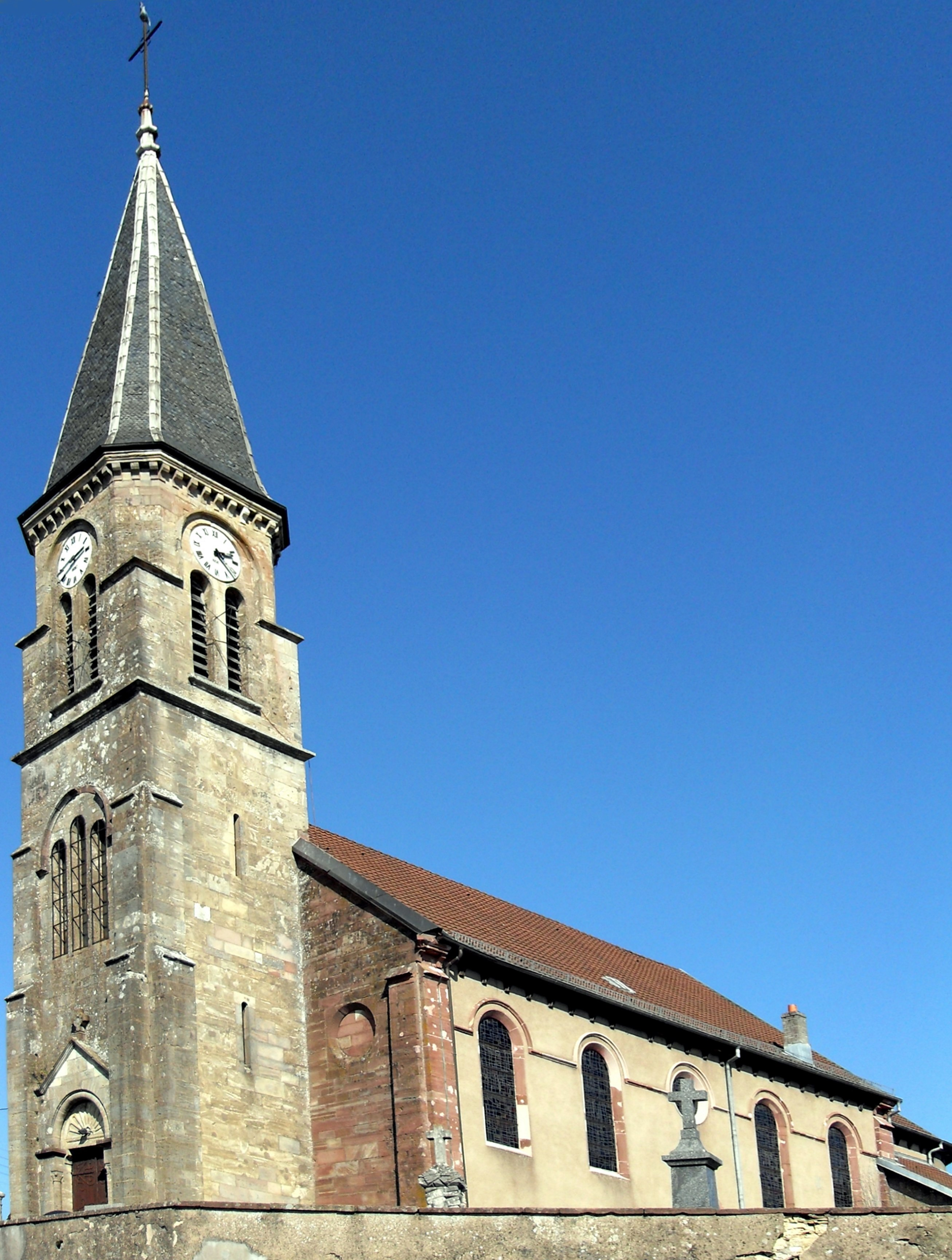
Côté sud-ouest.
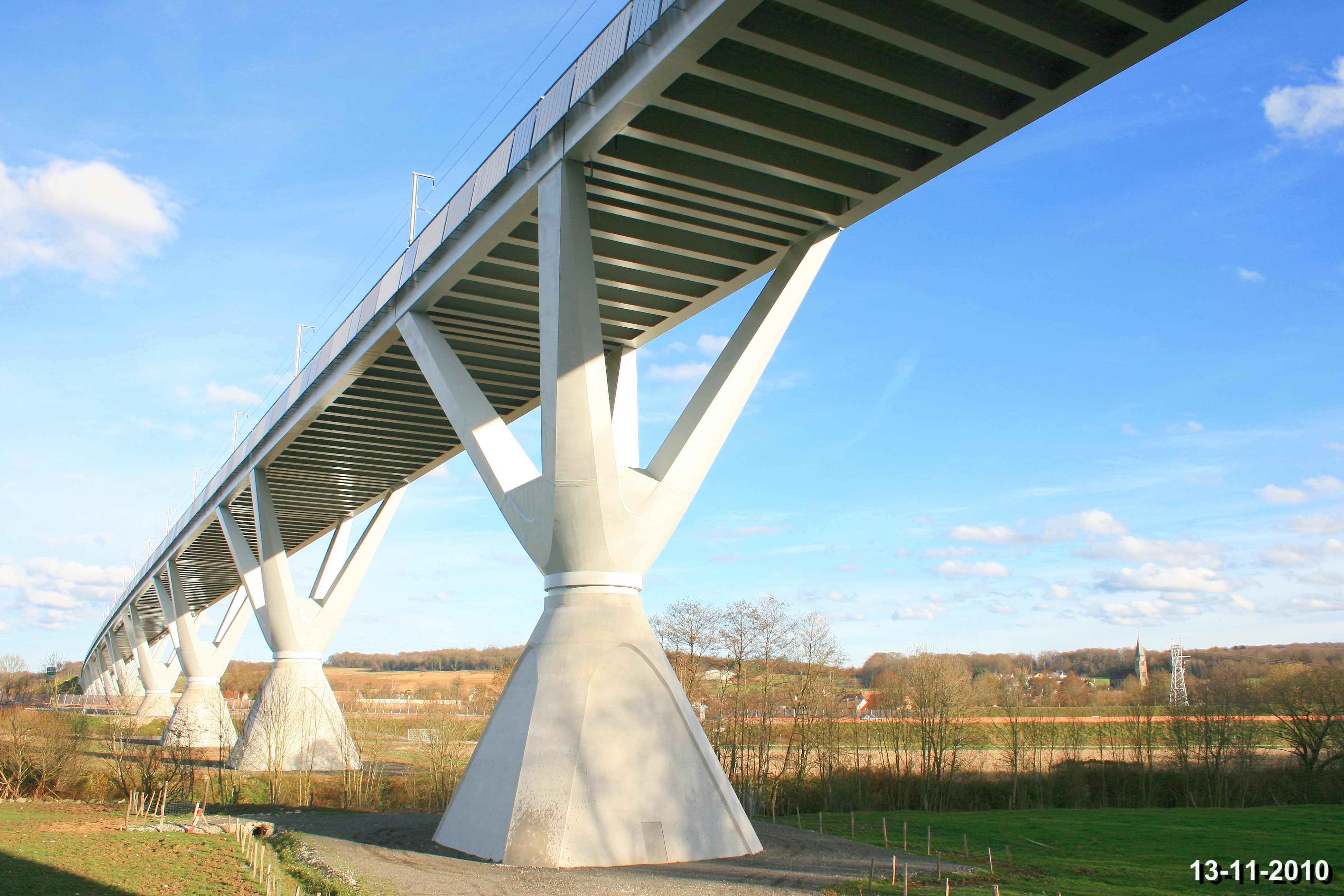
Viaduc de la Savoureuse.
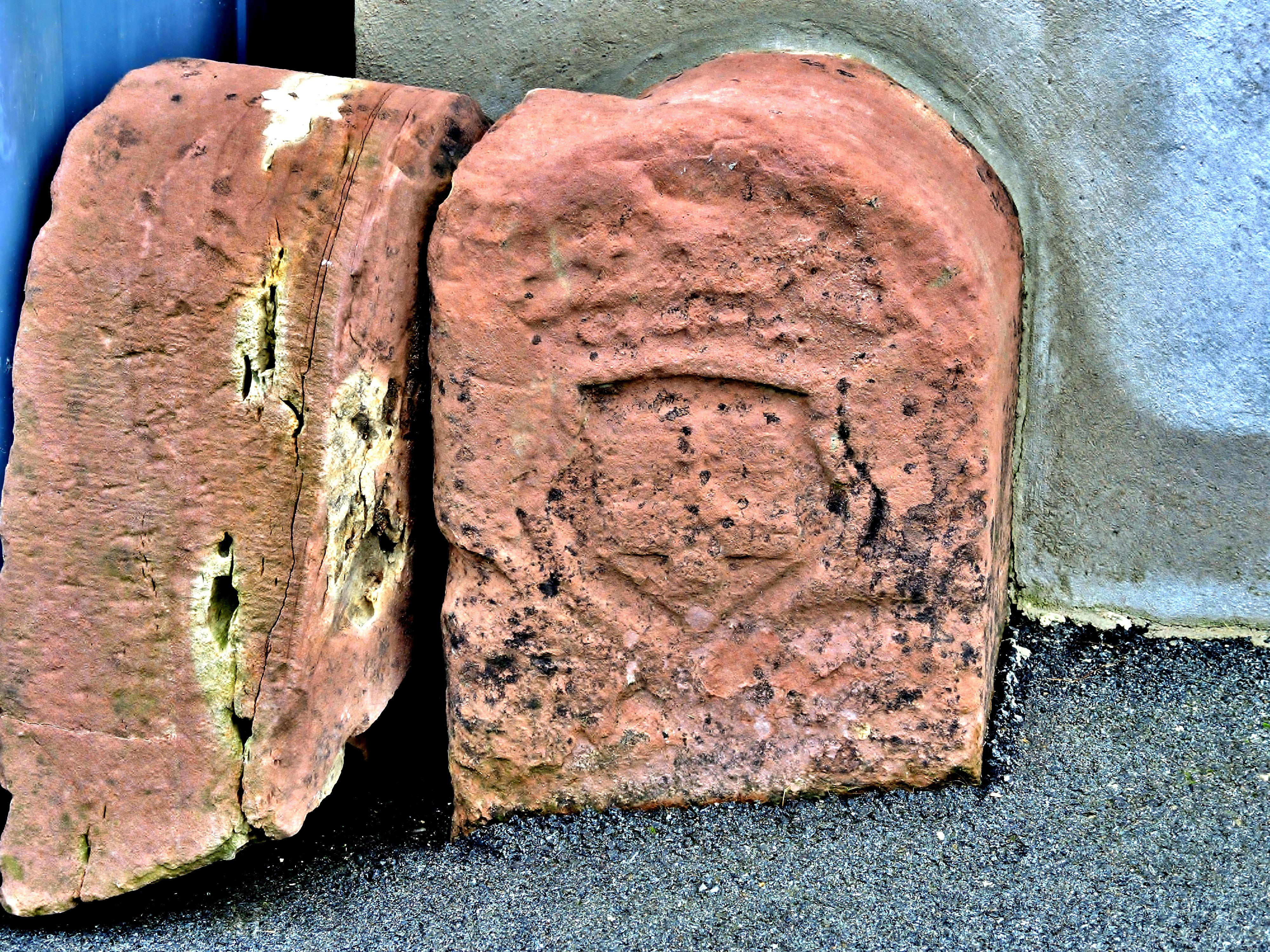
Bornes armoriées
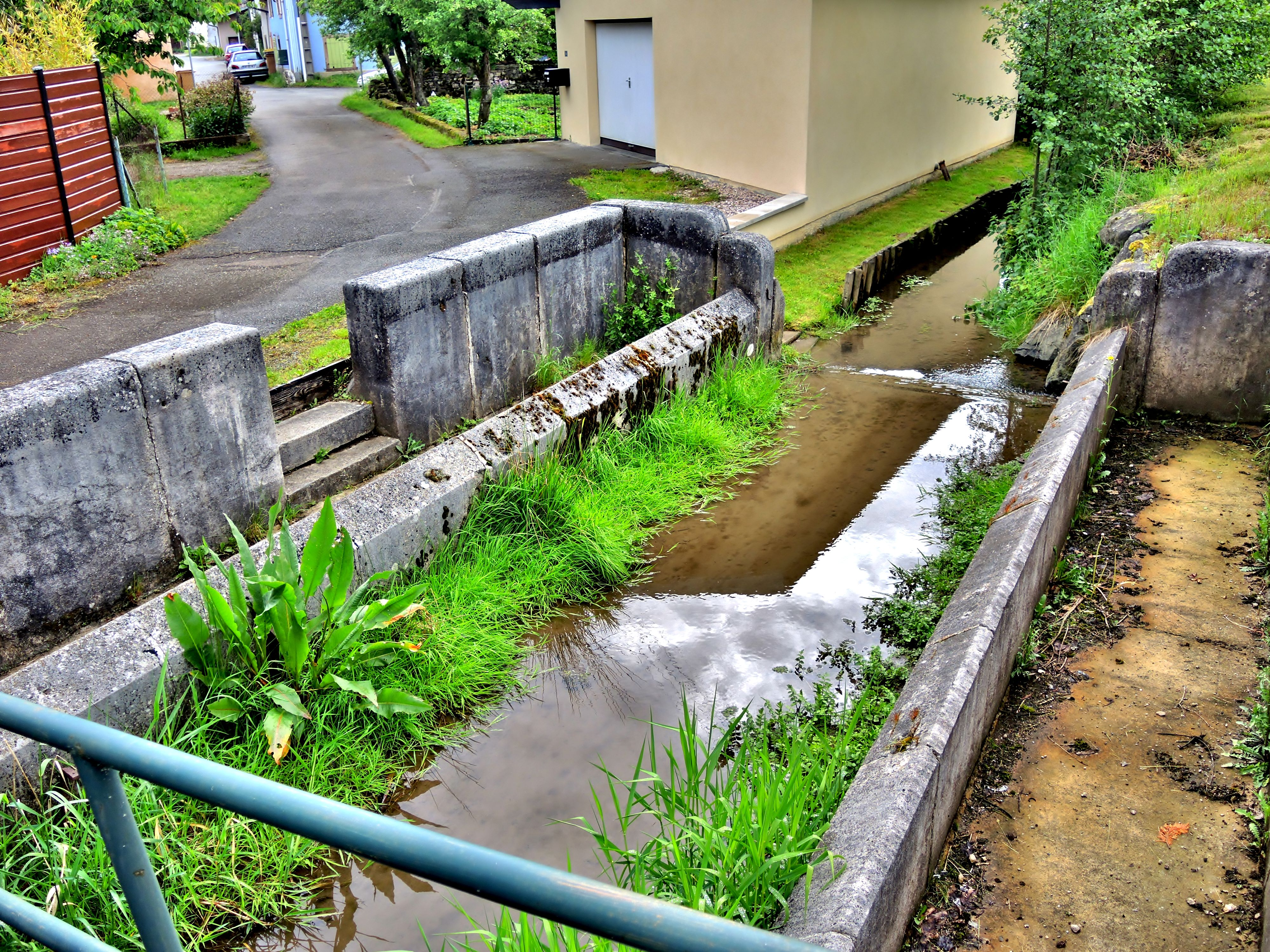
Ancien lavoir sur la Varonne

### Personnalités liées à la commune
Les sires de Trétudans ont laissé un certain nombre de traces dans les archives du XIVe siècle, ce qui prouve leur importance à cette époque-là.
- 1331 Jean et Pierre (ou Perrin) de Trétudans sont cités comme témoins dans un acte daté du 5 avril.
- 1333 Pierre et Jean reconnaissent être vassaux du margrave de Bade, comte de Ferrette. Huguenin, fils de Jean, est témoin d'une vente. Pierre achète une ferme à Grandfontaine (Doubs).
- 1344 Pierre est désigné comme tuteur des enfants de Richard de Bussurel.
- en 1373 et 1390, le chevalier Jean de Trétudans est cité comme témoin dans différents actes.

### Héraldique
| Blason de Trévenans | Blason  | D'azur à la bande haussée d'or chargée d'une bande du champ trois fois tronçonnée en chevron et accompagnée en pointe de trois filets du même. |
| Blason de Trévenans | Détails | Adopté en 2014 |

## Pour approfondir